# Sun Dandan
Sun Dandan (Changchun, 3 luglio 1978) è un'ex pattinatrice di short track cinese.

## Palmarès

### Olimpiadi
- 2 medaglie:
  - 2 argenti (3000 m staffetta a Nagano 1998 e 3000 m staffetta a Salt Lake City 2002).

### Giochi asiatici
- 2 medaglie:
  - 1 oro (3000 m staffeta a Harbin 1996).
  - 1 argento (500 m a Harbin 1996).